# Tewodros I
Tewodros I, död 1414, var kejsare av Etiopien mellan 1413 och 1414.